# نیروگاه هسته‌ای ژانگژو
نیروگاه هسته‌ای ژانگژو (به لاتین: Zhangzhou Nuclear Power Plant) یک نیروگاه هسته‌ای در چین است که در شهرستان یونشیاو واقع شده‌است.